# Puerto Lumbreras
Puerto Lumbreras település Spanyolországban, Murciában. Puerto Lumbreras Lorca, Huércal-Overa és Vélez-Rubio községekkel határos. Lakosainak száma 17 822 fő (2024).

## Népesség
A település népessége az elmúlt években az alábbi módon változott:
| Lakosok száma | 11 069 | 12 037 | 12 964 | 13 947 | 14 742 | 14 610 | 15 020 | 15 394 | 16 564 | 17 822 |
|               | 2001   | 2004   | 2007   | 2009   | 2012   | 2014   | 2017   | 2019   | 2022   | 2024   |